# Sarcophila
Sarcophila is een vliegengeslacht uit de familie van de dambordvliegen (Sarcophagidae).

## Soorten
- S. latifrons (Fallén, 1817)
- S. meridionalis Verves, 1982